# هنري تيري
هنري تيري (27 مايو 1868 في المملكة المتحدة - 27 يوليو 1952 بباريس في فرنسا) (بالفرنسية: Henry Terry)‏ هو لاعب كريكت فرنسي. شارك في الألعاب الأولمبية الصيفية 1900.

## وصلات خارجية
- هنري تيري على موقع اللجنة الأولمبية الدولية (الإنجليزية)
- هنري تيري على موقع أوليمبيديا (الإنجليزية)